# Saint-Manvieu-Bocage
Saint-Manvieu-Bocage és un municipi francès situat al departament de Calvados i a la regió de Normandia. L'any 2007 tenia 546 habitants.

## Demografia

### Població
El 2007 la població de fet de Saint-Manvieu-Bocage era de 546 persones. Hi havia 196 famílies de les quals 28 eren unipersonals (4 homes vivint sols i 24 dones vivint soles), 72 parelles sense fills, 92 parelles amb fills i 4 famílies monoparentals amb fills.
La població ha evolucionat segons el següent gràfic:
Habitants censats

### Habitatges
El 2007 hi havia 237 habitatges, 197 eren l'habitatge principal de la família, 21 eren segones residències i 19 estaven desocupats. 232 eren cases i 5 eren apartaments. Dels 197 habitatges principals, 154 estaven ocupats pels seus propietaris, 40 estaven llogats i ocupats pels llogaters i 3 estaven cedits a títol gratuït; 17 tenien dues cambres, 42 en tenien tres, 64 en tenien quatre i 74 en tenien cinc o més. 151 habitatges disposaven pel capbaix d'una plaça de pàrquing. A 72 habitatges hi havia un automòbil i a 115 n'hi havia dos o més.

### Piràmide de població
La piràmide de població per edats i sexe el 2009 era:
| Homes | Edats   | Dones |
| ----- | ------- | ----- |
| 0     | 95 o +  | 0     |
| 4     | 90 a 94 | 4     |
| 4     | 85 a 89 | 4     |
| 4     | 80 a 84 | 4     |
| 4     | 75 a 79 | 12    |
| 28    | 70 a 74 | 12    |
| 16    | 65 a 69 | 12    |
| 8     | 60 a 64 | 16    |
| 0     | 55 a 59 | 0     |
| 4     | 50 a 54 | 20    |
| 24    | 45 a 49 | 8     |
| 32    | 40 a 44 | 28    |
| 24    | 35 a 39 | 16    |
| 20    | 30 a 34 | 20    |
| 4     | 25 a 29 | 8     |
| 16    | 20 a 24 | 12    |
| 16    | 15 a 19 | 36    |
| 12    | 10 a 14 | 16    |
| 16    | 5 a 9   | 12    |
| 0     | 0 a 4   | 20    |

## Economia
El 2007 la població en edat de treballar era de 331 persones, 262 eren actives i 69 eren inactives. De les 262 persones actives 243 estaven ocupades (134 homes i 109 dones) i 19 estaven aturades (8 homes i 11 dones). De les 69 persones inactives 29 estaven jubilades, 22 estaven estudiant i 18 estaven classificades com a «altres inactius».

### Ingressos
El 2009 a Saint-Manvieu-Bocage hi havia 199 unitats fiscals que integraven 547 persones, la mediana anual d'ingressos fiscals per persona era de 16.718 €.

### Activitats econòmiques
Dels 15 establiments que hi havia el 2007, 1 era d'una empresa extractiva, 1 d'una empresa de fabricació de material elèctric, 1 d'una empresa de fabricació d'altres productes industrials, 4 d'empreses de construcció, 1 d'una empresa d'hostatgeria i restauració, 1 d'una empresa d'informació i comunicació, 1 d'una empresa financera, 1 d'una empresa immobiliària, 1 d'una empresa de serveis, 2 d'entitats de l'administració pública i 1 d'una empresa classificada com a «altres activitats de serveis».
Dels 5 establiments de servei als particulars que hi havia el 2009, 1 era una fusteria, 2 lampisteries, 1 electricista i 1 restaurant.
L'any 2000 a Saint-Manvieu-Bocage hi havia 41 explotacions agrícoles que ocupaven un total de 900 hectàrees.

## Equipaments sanitaris i escolars
El 2009 hi havia una escola elemental integrada dins d'un grup escolar amb les comunes properes formant una escola dispersa.

## Poblacions més properes
El següent diagrama mostra les poblacions més properes.